# Подарины
Подарины — дворянский род.
Андрей Максимович Подарин в службу вступил в 1801 году; 18 мая 1834 произведен в коллежские советники, а 15 мая 1836 года пожалован ему с потомством диплом на дворянское достоинство. Вятский вице-губернатор (30.10.1839 — 08.03.1845).

## Описание герба
Щит пересечен. Первая часть разделена золотым опрокинутым острием. В первом, золотом поле, чёрное орлиное крыло. Во втором и третьем, лазоревых полях, золотые пчёлы. Во второй серебряной части, зелёный сноп.
Щит увенчан дворянскими шлемом и короною. Нашлемник: три серебряных страусовых пера. Намет: справа — чёрный, с золотом, слева лазоревый, с золотом. Герб Подарина внесен в Часть 11 Общего гербовника дворянских родов Всероссийской империи, стр. 93.